# Vorstengraf (Hochdorf)

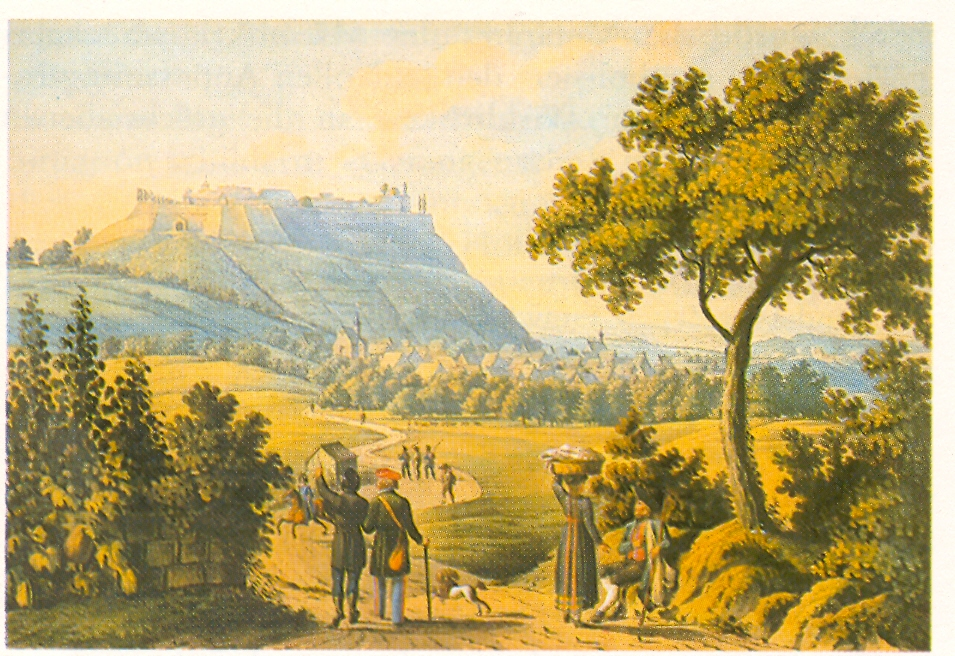
Hohen Asperg, ca. 1820

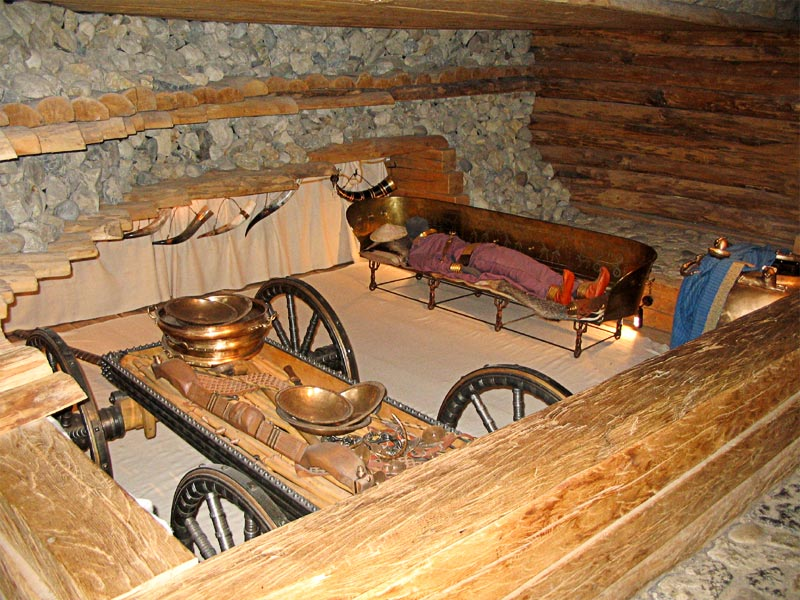
Reconstructie van het graf in het museum. In het Keltenmuseum staan de vondsten op de plek zoals in ze de grafheuvel aangetroffen zijn

Het Vorstengraf (Duits: Fürstengrab) van Eberdingen-Hochdorf is een grafheuvel (vorstengraf) in de Duitse deelstaat Baden-Württemberg. De heuvel had een diameter van 60 meter, de oorspronkelijke hoogte was 6 tot 10 meter. Hiermee is het een van de grootste grafheuvels van zijn soort. De heuvel werd na de opgraving gereconstrueerd.

## Ontdekking
De heuvel werd in 1977 gevonden door amateurarcheoloog en lerares Renate Leibfried, de heuvel had in de loop der tijd een hoogte van 3 meter gekregen. Door erosie en agrarisch gebruik was de heuvel nauwelijks herkenbaar. Het viel haar op dat tijdens het ploegen veel stenen naar boven kwamen. Het eerste onderzoek vond plaats in 1978 en 1979 door archeoloog Jörg Biel.
Tussen 540 en 520 v. Chr. werd hier een persoon met hoge status uit de Hallstattcultuur begraven. Vanaf de heuvel is een uitzicht op Hohenasperg, op een afstand van 10 km. Het is vermoedelijk niet de verblijfplaats van de "vorst", omdat de Halstatt-edelen zich volgens geleerden dichter bij hun woonplaats lieten begraven.

## Vondsten

### Grafkamer
In de grafheuvel was binnen een schacht van 11 bij 11 m. een kamer van eikenhouten balken. De buitenkant van de grafkamer mat 7,4 bij 7,5 m., de binnenkant 4,7 m. in het vierkant.
Het graf bleek niet te zijn leeggeroofd in het verleden, door het instorten van het houten plafond werd alles onder stenen bedolven en plat gedrukt, maar de grafgiften zijn spectaculair. Het graf was bekleed met rijke stoffen en waarschijnlijk waren de meeste voorwerpen oorspronkelijk verpakt in textiel. Het textiel viel echter uiteen toen het met zuurstof in aanraking kwam.

### De vorst op een bronzen bed
De overledene was een man van zo'n 40 jaar oud, hij had een lengte van 1,87 meter, was gespierd (te zien aan de aanhechtingspunten van de spieren op zijn bewaard gebleven botten) en lag op een bronzen bank of bed (wat uniek is) van 275 centimeter lang. De man lag op wol en huiden van das en een matras. De acht voeten (wielen) van de bank hebben de vorm van acht bronzen vrouwen. Zij balanceren op wielen van brons en ijzer en lijken het bronzen bed met hun opgeheven handen te ondersteunen. In het midden van de rugleuning van de bank staan zes (wapen)dansende mannen in paren tegenover elkaar afgebeeld met lange haren, een stijve penis en een opgeheven zwaard in de hand. Aan weerszijden van hen staat een man met een schild en een speer op een vierwielige wagen, getrokken door twee paarden. Er zijn geen haren aangetroffen, men gaat ervan uit dat het lijk in een vat met zout is bewaard. Er werden ook bloemen aangetroffen die in de late zomer en/of vroege herfst bloeien. De vorst was waarschijnlijk in de vroege herfst begraven.

### Gouden voorwerpen
Hij was begraven met een grote, vergulde torque van 144 gram goud om zijn nek met een geometrische decoratie. Er ontbreekt een stukje van de halsring, mogelijk door het over het hoofd aantrekken van de torque. De torque was door hem tijdens zijn leven gedragen, de andere gouden voorwerpen waren speciaal voor de begrafenis gemaakt door één smid. Dat blijkt uit de oneffenheid in de pons waarmee het goud werd geslagen. Hij had een armband aan zijn rechterarm, een gevlochten, mooi bewerkte hoed gemaakt van berken-schors, een 42 cm. lange vergulde dolk (de schede gemaakt van brons en de dolk van ijzer), van zijn kleding is niets bewaard, vijf kralen van barnsteen, een scheermes, een nagelknipper, een kam, vishaken van 5 cm, een pijlenkoker met dertien ijzeren pijlpunten en een van brons, broches (onbruikbaar gemaakte, verbogen fibula's, mantelspelden) gemaakt van brons en goud, een gouden riemplaat en dunne gouden platen (van zijn inmiddels vergane, leren schoenen). De schoenen waren verkeerd om aangedaan. De gouden voorwerpen wogen bij elkaar 600 gram. Het goud kwam waarschijnlijk middels goudpannen (schiften van goud van gewone aarde) in korrels uit de rivieren de Rijn en de Aare.

### Bronzen ketel
Aan de voet van de bank stond een grote ketel (500 liter) versierd met drie leeuwen rond de rand. Twee leeuwtjes waren Grieks, een van Keltische makelij in een andere stijl en technisch beter gemaakt. De ketel was rond 540 v. Chr. door Grieken uitgevoerd, waarschijnlijk in een Griekse kolonie in Zuid-Italië. De ketel had een doorsnee van 1,04 m. en was 80 cm. hoog. Op de bodem van de ketel werden aangekoekte resten van de inhoud gevonden. In de mede in de ketel, die voor 3/4 was gevuld, was 150 kg honing verwerkt. De stuifmeelkorrels in de honing gaven aan dat de honing in de late zomer was verzameld. Er lagen drie doeken over de ketel heen in de kleuren rood, paars en blauw met patronen van swastika's op elke lap stof. Het rood kwam van een kleurstof, die gemaakt werd van de schildluis (Kermes vermilio) waarschijnlijk uit het Middellandse Zeegebied. Op de doeken lag een gouden kom.

### Houten wagen en servies
De oostzijde van het graf bevatte een ijzeren vergulde houten wagen, 4,5 m. lang en 80 cm breed, met een bak van 2,2 m. lang, vier wielen die negen bronzen schalen en twee borden bevatte - samen met de negen drinkhoorns die op de muren werden gevonden was dit genoeg om negen mensen te bedienen. Het hout van de wagen was vergaan. De grootste drinkhoorn was van ijzer en er kon vijf liter in. Van de andere drinkbekers bleef alleen het ijzeren beslag over, want de horens van oerossen waren vergaan. Op de wagen lagen ook een bijl, een speer, het tuigage voor twee paarden en een ijzeren mes.

## Museum
In de nabijheid van de grafheuvel werd in 1989 begonnen met de bouw van een museum, waar de vondsten te zien zijn. Tijdens de bouw van het museum werden fundamenten van een keltisch dorp gevonden, deze zijn ook in het museum opgenomen.

## Krijger van de Hirslanden
Een levensgroot stenen beeld zonder voeten, 1,50 m. hoog, de Krijger van de Hirschlanden werd in 1963 niet ver van Hochdorf gevonden. De man is naakt, draagt een hoed als bij de begraven vorst is gevonden, een torque om zijn nek en een gordel met een dolk om zijn middel. Het is te zien in het Landesmuseum Württemberg in Stuttgart en geeft een goede indruk van hoe de vorst van Hochdorf er levend kan hebben uitgezien.

## Afbeeldingen

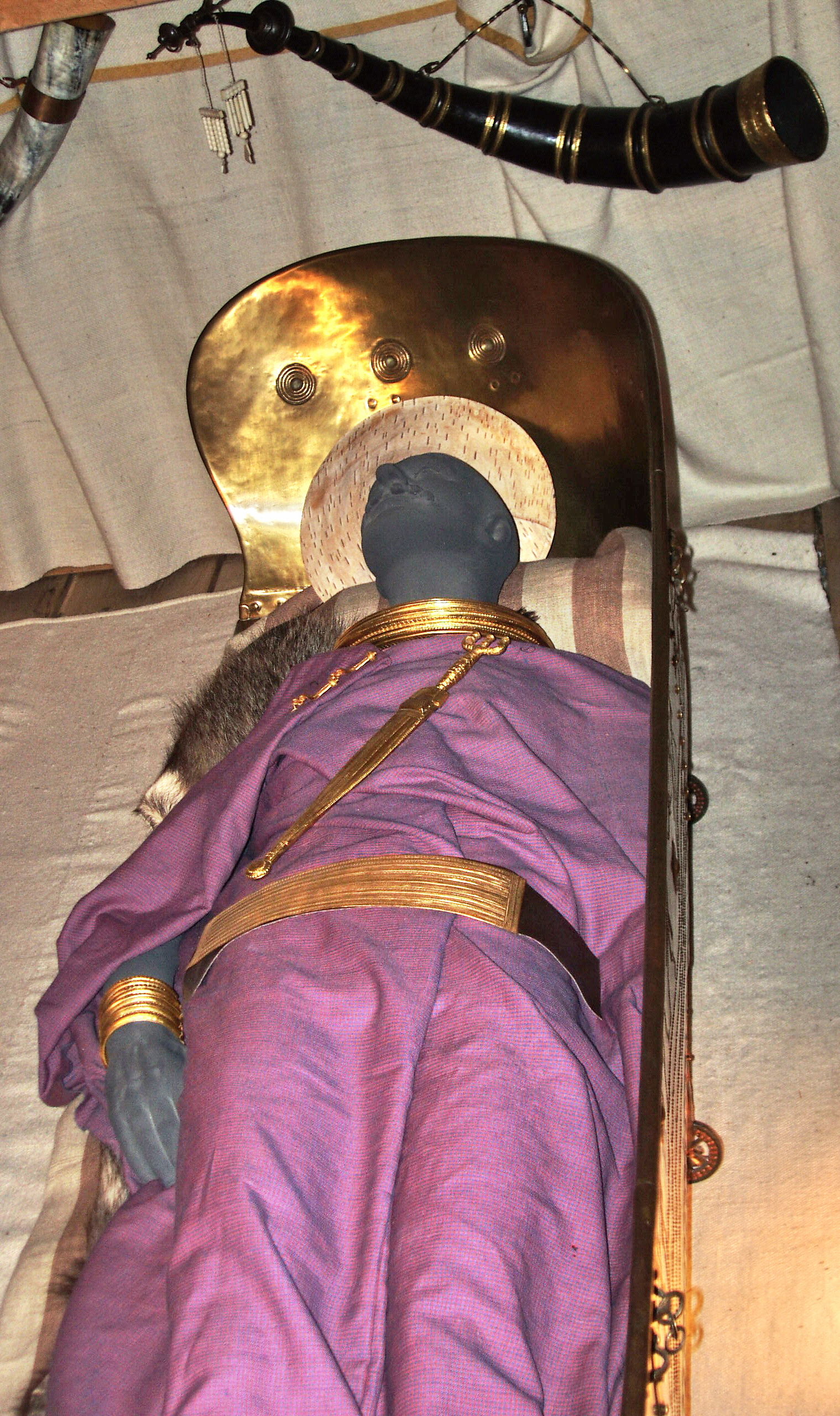
De "vorst"
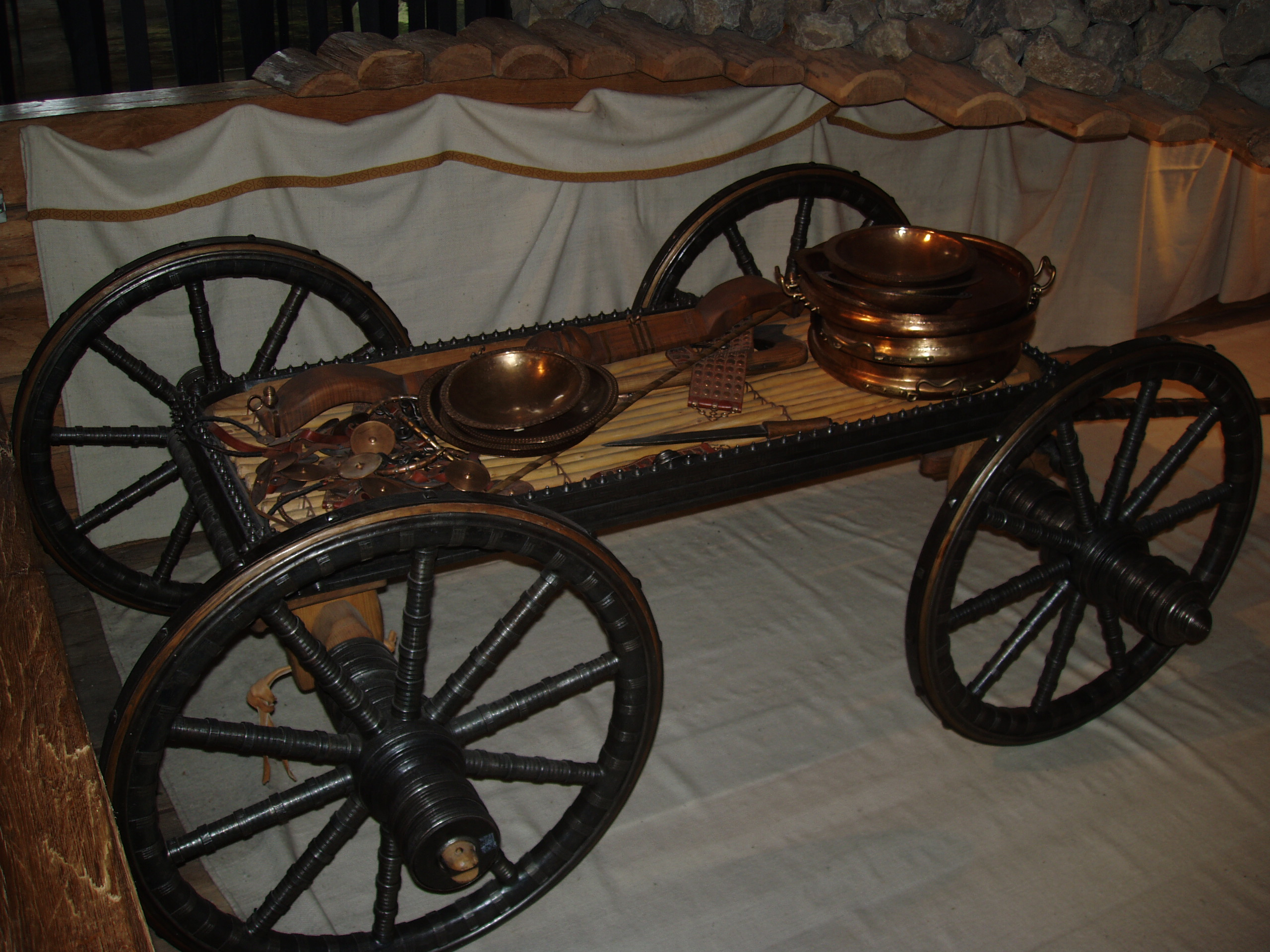
Wagen
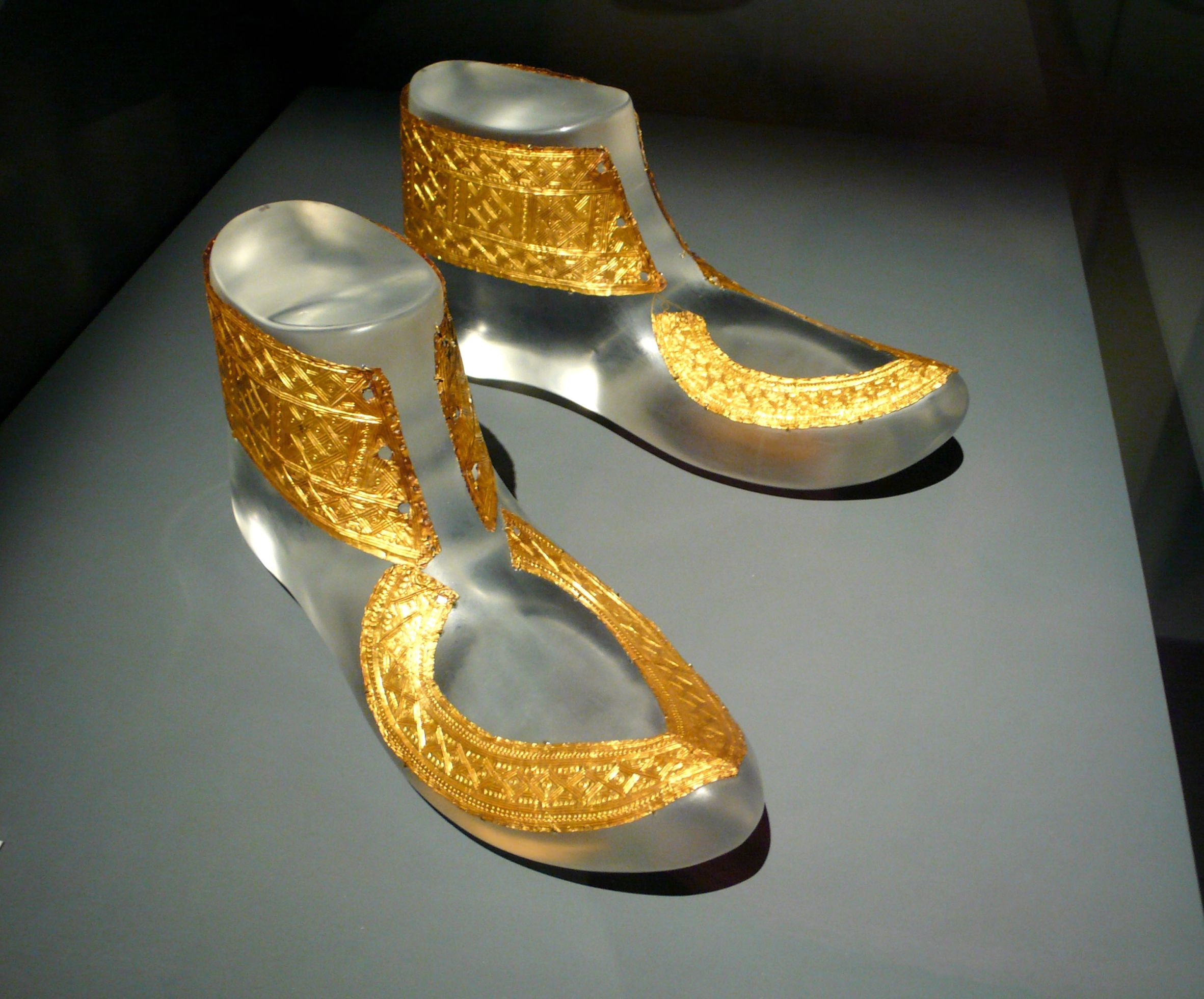
Gouden ornamenten van schoenen
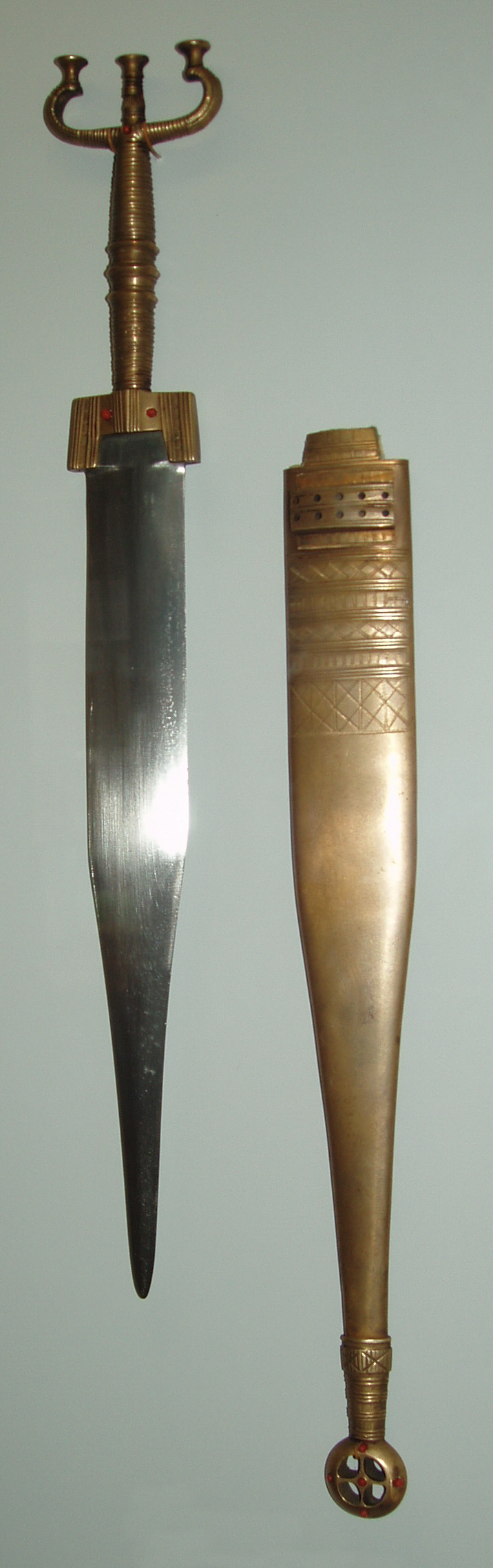
Dolk met schede
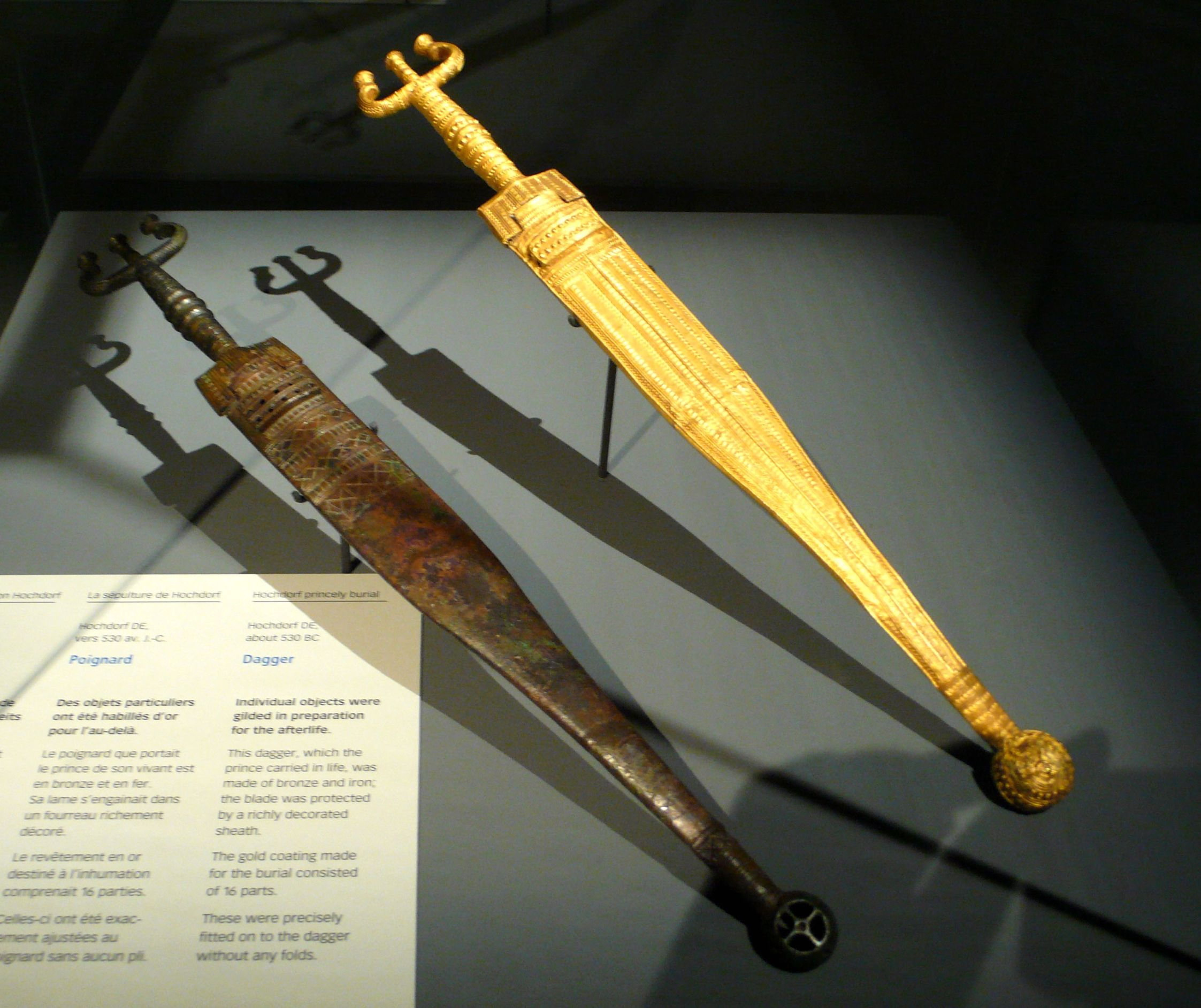
Dolk met bladgoud
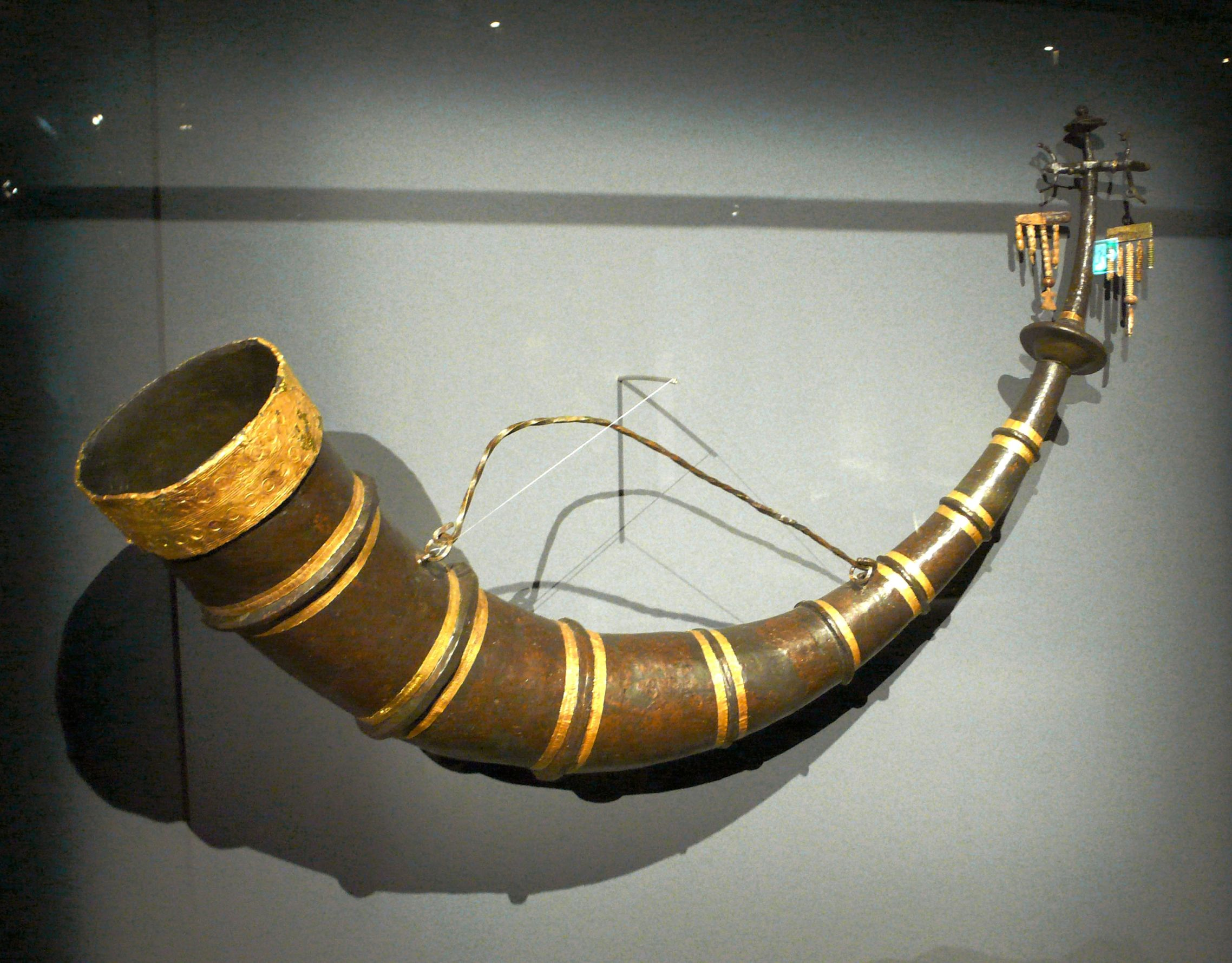
Drinkhoorn
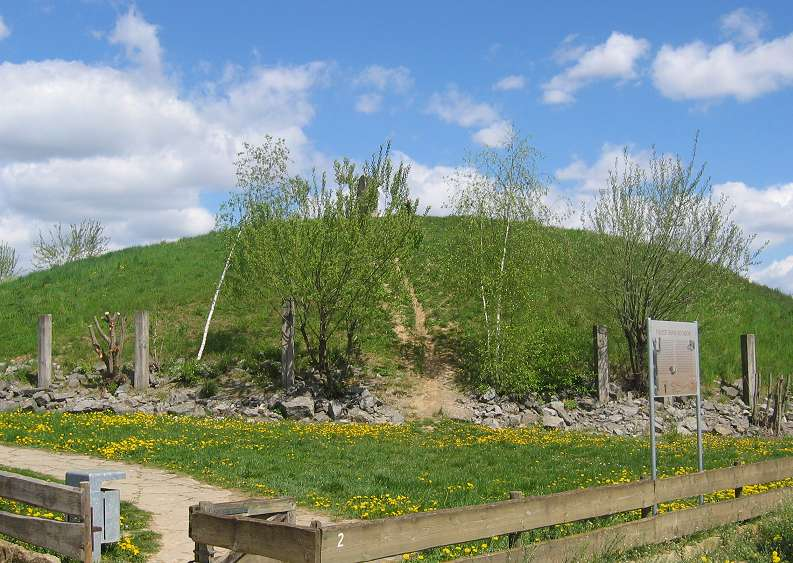
De grafheuvel